# Covaci

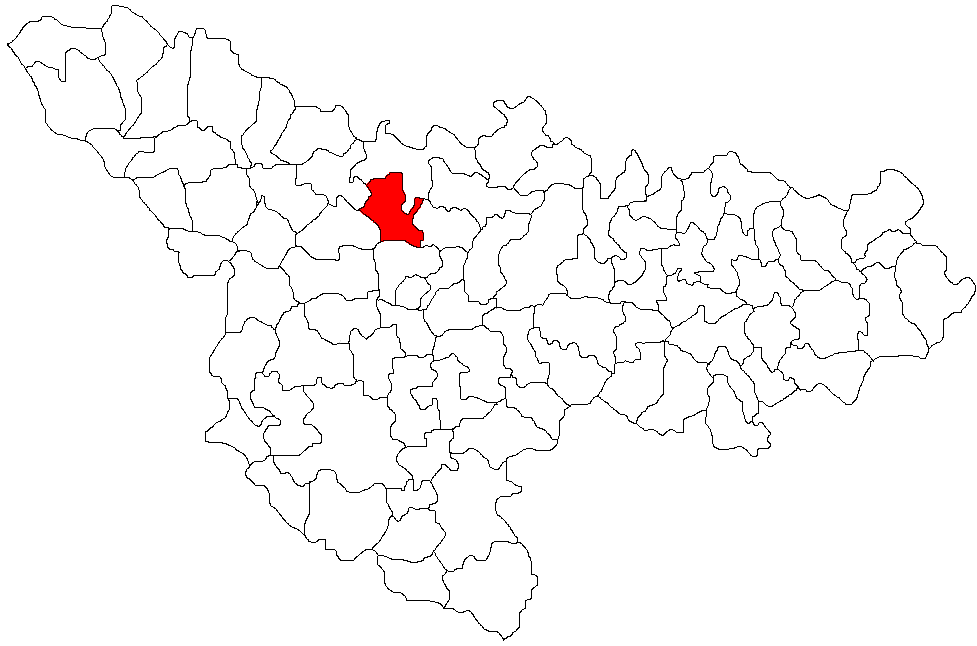
Lage der Gemeinde Sânandrei im Kreis Timiș

Covaci (deutsch Kowatschi, ungarisch Temeskovácsi) ist ein Dorf im Kreis Timiș, Banat, Rumänien. Covaci gehört zur Gemeinde Sânandrei. 

## Geografische Lage
Covaci liegt 10 Kilometer nördlich von Timișoara, an der Nationalstraße DN69.

## Nachbarorte
| Sânandrei    | Cornești                                    | Cerneteaz    |
| Dudeștii Noi | Kompassrose, die auf Nachbargemeinden zeigt | Giarmata     |
| Timișoara    | Dumbrăvița                                  | Giarmata-Vii |

## Geschichte
1843 wurden auf königlichen Kameraldomänen 19 Dörfer aus dem Temescher und Arader Komitat zur Förderung des Tabakanbaus angesiedelt. Kowatsch wurde nach dem Vermesser des Dorfes, dem Ungarn Kovács, benannt. 1844 kamen 30 Familien aus Saderlach. Jede Familie bekam 16 Joch Feld. Die Bewohner sprachen Alemannisch. Zwischen 1850 und 1870 zogen über 100 Familien aus dem ganzen Banat nach Kowatsch. Es kamen neue Mundarten hinzu. Das Alemannische wurde von dem Rheinfränkischen verdrängt und musste schließlich dem Pfälzischen weichen. 1895 wurde die Kirche gebaut und von János Csernoch, Bischof des Csanáder Bistums, geweiht.
Nach der Dreiteilung des Banats am 4. Juni 1920 infolge des Vertrags von Trianon fiel Kowatsch an das Königreich Rumänien. Seitdem ist die amtliche Bezeichnung Covaci.

## Demografie
| 1880 | 645 | 19  | 2  | 624 | -  |
| 1910 | 948 | 29  | 6  | 913 | -  |
| 1930 | 874 | 17  | 7  | 850 | -  |
| 1977 | 720 | 238 | 12 | 470 | -  |
| 2002 | 751 | 682 | 19 | 19  | 31 |